# 駒木 (大鰐町)
駒木（こまき）は、青森県南津軽郡大鰐町の大字。郵便番号は038-0203。

## 地理
大鰐町の東部に位置し、国道454号が東西に横断する地区。周囲を長峰に囲まれる。

### 小字
小字として駒木平がある。

## 歴史
当地は国道から外れた地域に位置し、生産力は弱かったが、りんごの生産に力を入れる。貞享4年の「検地水帳」によれば、当地は長峰村の枝村で、1889年（明治22年）の「共武政表」では、物産は米・大豆・炭だった。現在は殆ど商業施設等は見られない。

### 沿革
- 1871年（明治4年） - 弘前県を経て青森県に所属。
- 1878年（明治11年） - 南津軽郡に所属。
- 1889年（明治22年） - 駒木村から蔵館村の大字になる。
- 1951年（昭和26年） - 蔵館町の一部になる。
- 1954年（昭和29年） - 大鰐町の大字になる。

## 小・中学校の学区
町立小・中学校に通う場合、学区は以下の通りとなる。
| 大字 | 番地 | 小学校             | 中学校             |
| ---- | ---- | ------------------ | ------------------ |
| 駒木 | 全域 | 大鰐町立大鰐小学校 | 大鰐町立大鰐中学校 |

## 交通
- 弘南バス

駒木、駒の台（大鰐 - 駒の台線）停留所。